# In Mourning
In Mourning ist eine Melodic-Death-Metal-Band aus Falun, Schweden. In Mourning haben bisher fünf Demos und sechs Studioalben veröffentlicht und stehen derzeit bei dem Plattenlabel Dalapop unter Vertrag.

## Bandgeschichte
In Mourning wurden 2000 in Falun, Schweden gegründet. Nach der Veröffentlichung von fünf Demos wurde die Gruppe vom norwegischen Label Aftermath Music unter Vertrag genommen. 2008 wurde das Debütalbum Shrouded Divine veröffentlicht.
Das Album Monolith erschien 2010 unter dem singapurer Label Pulverised Records, mit dem die Gruppe einen Zwei-Alben-Vertrag abgeschlossen hatte. Das Album entstand im Black Lodge Studio von Produzent und Toningenieur Jonas Kjellgren (ex-Scar Symmetry und ex-Centinex). Travis Smith war für das Albumcover und -artwork verantwortlich. Monolith ist ein Konzeptalbum über das Leben und den Tod der Protagonistin Julia, die Suizid durch Ertrinken begeht.
Das dritte Album The Weight of Oceans wurde am 20. April 2012 auf Spinefarm Records veröffentlicht. Es erreichte Rang 40 in den finnischen Album-Charts.

## Musikstil
In Mourning verbinden Einflüsse aus dem Progressive Metal mit Melodic Death Metal. Die Musik ist daher sehr technisch und abwechslungsreich gestaltet. Der Gesang wechselt von guttural zu klarem Gesang. Verglichen wird der Stil der Gruppe mit Opeth. Eine Besonderheit an der Band ist die Zuhilfenahme von drei Gitarristen, was im Extreme Metal sehr selten ist.

## Diskografie

### Demos
- 2000: In Mourning
- 2002: Senseless
- 2003: Need
- 2004: Confessions of the Black Parasite
- 2006: Grand Denial

### Alben
- 2008: Shrouded Divine
- 2010: Monolith
- 2012: The Weight of Oceans
- 2016: Afterglow
- 2019: Garden of Storms
- 2021: The Bleeding Veil
- 2022: Live in Valley Sound Studio